# 箕面市立第四中学校
箕面市立第四中学校（みのおしりつ だいよんちゅうがっこう）は、大阪府箕面市にある公立中学校。近隣には箕面市立萱野東小学校がある。創立記念日は9月12日。
箕面市の東部を校区としている。1974年に箕面市立第二中学校から分離開校した。小野原東地区の生徒は自転車通学が認められている。

## 沿革
- 1974年 - 4月1日 箕面市立第二中学校より分離創立。職員16名発令。2年生を第二中学校から移籍。校舎工事中のため同年1学期のみ第二中学校内で授業をおこなう。
  - 同年 - 8月 現在地に移転。
  - 同年 - 9月12日 開校式。この日を創立記念日とする。
- 1975年 - 大阪府教育委員会から、技術家庭科の研究校の指定を受ける（1975-1976年度）。
- 1984年 - 3月31日 箕面市立第六中学校を分離。
- 1989年 - 文部省と大阪府教育委員会から、道徳教育の研究校の指定を受ける（1989-1990年度）。
- 1997年 - 文部省の交流教室地域推進事業の指定を受ける（1997-1998年度）。

## 校区
- 箕面市立萱野東小学校と箕面市立豊川南小学校の校区。

## 交通
- 阪急バス 「今宮」より北へ徒歩５分。
- 阪急バス「青松園前」より南へ徒歩５分。
- 北大阪急行電鉄 箕面萱野駅 東へ約1.1km。
- 阪急千里線 北千里駅 北へ約2.7km。
- 大阪モノレール彩都線 豊川駅 西へ約3.3km。

## 著名な出身者
- Ami（E-girlsの元メンバー、歌手)
- JAY'ED（歌手）
- T-岡田（プロ野球選手）
- もこう（ゲーム実況者、YouTuber）
- 桐山マキ（モデル、女優）
- 堀潤（フリーアナウンサー、NHKアナウンサー）[1] ※中学2年の夏まで。
- 林大地（プロサッカー選手）
- 湯澤花梨（お笑いタレント、吉本新喜劇）